# Риглер, Клаудия (сноубордистка)
Кла́удия Ри́глер (нем. Claudia Riegler, род. 7 июля 1973 года, Вена, Австрия) — австрийская сноубордистка, выступающая в слаломных дисциплинах. До середины 2000-х годов также выступала в сноуборд-кроссе.

## Спортивная биография
Дебютировала в Кубке мира 24 ноября 1994 года в возрасте 21 года. Выступает в Кубке мира уже более 30 лет.
Впервые выиграла этап Кубка мира 11 марта 1999 года в Оланге, победив в параллельном гигантском слаломе. В 2000 и 2001 годах выиграла по одному этапу Кубка мира в сноуборд-кроссе. В 2002 году выиграла параллельный слалом в финской Руке. Следующая победа на этапе Кубка мира пришла к Риглер спустя 13 лет — она победила в параллельном слаломе на этапе в Москве. 8 января 2019 года выиграла параллельный слалом на этапе Кубка мира в Бадгастайне.
13 января 2021 года в возрасте 47 лет и 6 месяцев выиграла этап Кубка мира в командном параллельном слаломе в Бадгастайне.
8 декабря 2024 года в Китае Риглер стала серебряным призёром этапа Кубка мира в параллельном слаломе в возрасте 51 года и 5 месяцев. В финале Риглер уступила японке Цубаки Мики, которая на 30 лет моложе.
- Чемпионка мира в параллельном гигантском слаломе (2015);
- Серебряный призёр чемпионата мира в параллельном гигантском слаломе (2011);
- Бронзовый призёр чемпионата мира в параллельном слаломе (2011);
- Бронзовый призёр зачёта Кубка мира в параллельных дисциплинах (2007/08);
- Многократная победительница и призёр этапов Кубка мира (всего — 31 подиум, в том числе 7 побед).
- Участница Олимпийских игр 2002, 2010, 2014 и 2018 годов
- Участница 13 чемпионатов мира в период с 1997 по 2023 годы

Клаудия — старшая сестра сноубордистки Мануэлы Риглер.

## Спортивные достижения

### Зимние Олимпийские игры
| Олимпийские игры    | Возраст | Параллельный слалом | Параллельный гигантский слалом |
| ------------------- | ------- | ------------------- | ------------------------------ |
| 2002 Солт-Лейк-Сити | 28      | н/д                 | 28                             |
| 2010 Ванкувер       | 36      | н/д                 | 7                              |
| 2014 Coчи           | 40      | 12                  | 11                             |
| 2018 Пхёнчхан       | 44      | н/д                 | DNF                            |

### Чемпионаты мира
| Чемпионат мира           | Возраст      | Слалом       | Гигантский слалом | Параллельный слалом | Параллельный гигантский слалом | Сноуборд-кросс | Командный параллельный слалом |
| ------------------------ | ------------ | ------------ | ----------------- | ------------------- | ------------------------------ | -------------- | ----------------------------- |
| 1997 Сан-Кандидо         | 23           | 7            | н/д               | 12                  |                                | 18             | н/д                           |
| 1999 Берхтесгаден        | 25           | н/д          |                   | 9                   | 5                              | 5              | н/д                           |
| 2001 Мадонна-ди-Кампильо | 27           | н/д          | 18                | DNF                 |                                | 5              | н/д                           |
| 2003 Крайшберг           | 29           | н/д          | н/д               | 6                   | 16                             | —              | н/д                           |
| 2005 Уистлер             | 31           | н/д          | н/д               | 15                  | —                              | —              | н/д                           |
| 2007 Ароза               | не выступала | не выступала | не выступала      | не выступала        | не выступала                   | не выступала   | не выступала                  |
| 2009 Канвондо            | 35           | н/д          | н/д               | 5                   | 7                              | —              | н/д                           |
| 2011 Ла-Молина           | 37           | н/д          | н/д               | 3                   | 2                              | —              | н/д                           |
| 2013 Стоунхэм            | 39           | н/д          | н/д               | 15                  | 9                              | —              | н/д                           |
| 2015 Крайшберг           | 41           | н/д          | н/д               |                     | 1                              | —              | н/д                           |
| 2017 Сьерра-Невада       | 43           | н/д          | н/д               |                     | DSQ                            | —              | н/д                           |
| 2019 Парк-Сити           | 45           | н/д          | н/д               | 24                  | 33                             | —              | н/д                           |
| 2021 Рогла               | 47           | н/д          | н/д               | 8                   | 4                              | —              | н/д                           |
| 2023 Бакуриани           | 49           | н/д          | н/д               | 6                   | 6                              | —              | 6                             |